# Бывает и хуже (сезон 4)
Четвёртый сезон американского ситкома «Бывает и хуже», премьера которого состоялась на канале ABC 26 сентября 2012 года, а заключительная серия вышла 22 мая 2013 года, состоит из 24 эпизодов.

## В ролях
| - Патриция Хитон — Фрэнсис «Фрэнки» Хэк - Нил Флинн — Майкл «Майк» Хэк мл. - Чарли Макдермотт — Аксель Хэк - Иден Шер — Сью Хэк - Аттикус Шаффер — Брик (Блок) Хэк |

## Эпизоды
| № общий | № в сезоне | Название                                            | Режиссёр        | Автор сценария               | Дата премьеры    | Произв. код   | Зрители в США (млн) |
| --- | ---------- | --------------------------------------------------- | --------------- | ---------------------------- | ---------------- | ------------- | ------------------- |
| 7374 | 12         | «Last Whiff of Summer» «Последнее дуновение лета»   | Ли Шаллат-Чемел | Эйлин Хейслер и Диэнн Хелайн | 26 сентября 2012 | 3X7451 3X7452 | 9,16                |
| Хэки заставляют детей проводить лето вне дома. Во время поездки в кинотеатр на колесах дети узнают, что Аксель - любимый ребенок Майка. Сью расстраивается и пытается добиться внимания отца. Тем временем, оказывается, что и у детей есть любимый родитель - Фрэнки в шоке от того, что все голосуют за Майка. Аксель заваливает экзамен и ходит в летнюю школу, иначе его не возьмут в колледж. Фрэнки пытается стать любимым родителем для Блока и везёт его на ярмарку, где он хочет показать всем огромный помидор, который он вырастил во дворе дома. |            |                                                     |                 |                              |                  |               |                     |
| 75 | 3          | «The Second Act» «Вторая попытка»                   | Блейк Т. Эванс  | Тим Хоберт                   | 3 октября 2012   | 3X7453        | 7,72                |
| Фрэнки увольняют с работы и она решает начать всё заново, поступив в университет. Сью в школе получает в подопечные первокурсницу, которая гораздо успешнее, чем сама Сью. Блок показывает Майку, что совсем его не уважает. |            |                                                     |                 |                              |                  |               |                     |
| 76 | 4          | «Bunny Therapy» «Кроличья терапия»                  | Эллиот Хигарти  | Джана Хантер и Митч Хантер   | 10 октября 2012  | 3X7454        | 7,90                |
| У Блока появляется новая странность и школьный терапевт советует семье завести домашнего питомца. Сью пытается стать новым талисманом школьной команды по футболу. Аксель не может понять, с кем из двух черлидерш встречается - девушки всё время ходят вместе. |            |                                                     |                 |                              |                  |               |                     |
| 77 | 5          | «The Hose» «Шланг»                                  | Ли Шаллат-Чемел | Стейси Пулвер                | 17 октября 2012  | 3X7455        | 8,39                |
| Фрэнки не может определиться с тем, какую профессию ей освоить и проводит много времени за прогулками по округе. В один из дней она обнаруживает, что в округ вернулась Рита Глосснер. Рита замечает, что Фрэнки обратила на неё внимание и обвиняет Хэков в краже садового шланга. Сью случайно видит зарплатный чек Майка и приходит к выводу, что их семья довольно бедна. Блок боится урока полового воспитания в школе и Аксель сам рассказывает брату всё, что знает.                                                                                  |            |                                                     |                 |                              |                  |               |                     |
| 78 | 6          | «Halloween III: The Driving» «Хэллоуин 3: Вождение» | Фил Трейлл      | Рой Браун                    | 24 октября 2012  | 3X7456        | 8,80                |
| Родители случайно находят рецепт "нормальности" для Блока. Сью учится водить машину и травмирует Акселя. |            |                                                     |                 |                              |                  |               |                     |
| 79 | 7          | «The Safe» «Сейф»                                   | Ли Шаллат-Чемел | Робин Шорр                   | 7 ноября 2012    | 3X7457        | 9,04                |
| Фрэнки начинает учёбу на курсах помощника стоматолога. Аксель занимается с симпатичной девушкой-репетитором, а Блок и Сью перепродают вещи с гаражной распродажи. |            |                                                     |                 |                              |                  |               |                     |
| 80 | 8          | «Thanksgiving IV» «День Благодарения 4»             | Блейк Т. Эванс  | Тим Хоберт                   | 14 ноября 2012   | 3X7459        | 8,79                |
| В День Благодарения Фрэнки решает пригласить в дом морпехов, чтобы показать им свой патриотизм, но семья всё портит - родители Фрэнки постоянно ругаются, Сью расстроена тем, что пропала голова от её костюма Громовой Куропатки, а Аксель сомневается, стоит ли играть в финальном матче. |            |                                                     |                 |                              |                  |               |                     |
| 81 | 9          | «Christmas Help» «Рождественская помощь»            | Фил Трейлл      | Джана Хантер и Митч Хантер   | 5 декабря 2012   | 3X7460        | 7,98                |
| Фрэнки устраивается в магазин, чтобы купить детям подарки со скидкой на Рождество. Блок получает роль в спектакле про Иисуса, а Сью доверяют приготовление печенья для зрителей. Полный гараж ворованных вещей становится последней каплей в отношениях между Майком и Расти. |            |                                                     |                 |                              |                  |               |                     |
| 82 | 10         | «Twenty Years» «Двадцать лет»                       | Фил Трейлл      | Дэвид С. Розенталь           | 12 декабря 2012  | 3X7458        | 7,29                |
| Кажется, что планам Сью устроить вечеринку-сюрприз на 20-ю годовщину свадьбы родителей не суждено сбыться. Блок с нетерпением ждет выпуск последней книги любимой саги, в то время как Аксель пытается ему отомстить за отобранную гитару. |            |                                                     |                 |                              |                  |               |                     |
| 83 | 11         | «Life Skills» «Жизненные навыки»                    | Ли Шаллат-Чемел | Рой Браун                    | 9 января 2013    | 3X7461        | 8,39                |
| Аксель и Сью оказываются в одном классе и становятся напарниками по проекту, который нужно подготовить за две недели. Блок вынужден посещать школьного психолога, чтобы научиться заводить друзей. Хэки пытаются получить страховые выплаты за разбитое деревом лобовое стекло автомобиля. |            |                                                     |                 |                              |                  |               |                     |
| 84 | 12         | «One Kid at a Time» «Один ребенок за раз»           | Эллиот Хигарти  | Дэвид С. Розенталь           | 16 января 2013   | 3X7462        | 8,21                |
| Фрэнки и Майк решают проводить время с детьми по отдельности, посвящая каждому по одному целому дню. |            |                                                     |                 |                              |                  |               |                     |
| 85 | 13         | «The Friend» «Друг»                                 | Ли Шаллат-Чемел | Робин Шорр                   | 23 января 2013   | 3X7463        | 8,55                |
| Фрэнки пытается подружить Майка с новым соседом. Аксель переживает, что недостаточно умён для своей девушки. Сью предстоит отстоять право существования "борцовщиц". |            |                                                     |                 |                              |                  |               |                     |
| 86 | 14         | «The Smile» «Улыбка»                                | Эллиот Хигарти  | Тим Хоберт                   | 6 февраля 2013   | 3X7464        | 8,21                |
| Блок сходит с ума из-за того, что родители не хотят покупать ему IPad, Сью изучает влияние улыбки на людей, а Аксель никак не дождётся ответа от колледжа. |            |                                                     |                 |                              |                  |               |                     |
| 87 | 15         | «Valentine's Day IV» «День Святого Валентина 4»     | Фил Трейлл      | Джана Хантер и Митч Хантер   | 13 февраля 2013  | 3X7465        | 7,72                |
| Блок находит в мусорной корзине свою открытку матери на День Святого Валентина и узнаёт, что Фрэнки не хранит его подарки. Майк задумывается, достаточно ли делает для Фрэнки в этот день. Аксель, Деррен и Шон организуют службу по разрыву отношений. Сью ждёт встречи с Мэттом. |            |                                                     |                 |                              |                  |               |                     |
| 88 | 16         | «Winners and Losers» «Победители и проигравшие»     | Джон Путч       | Дэвид С. Розенталь           | 20 февраля 2013  | 3X7466        | 8,27                |
| Блоку предстоит поездка с классом и Фрэнки боится отпускать его одного. Сью не может понять чувств Деррена к ней. |            |                                                     |                 |                              |                  |               |                     |
| 89 | 17         | «Wheel of Pain» «Колесо боли»                       | Ли Шаллат-Чемел | Майкл Зальцман               | 27 февраля 2013  | 3X7467        | 7,97                |
| Сью, Блок и Аксель разбивают окно в гостиной и объединяются, чтобы свалить вину на Глосснеров. Фрэнки и Майк раскалывают их в два счёта и лишают Сью праздника в честь 16-летия для того, чтобы дети сами признались в содеянном. |            |                                                     |                 |                              |                  |               |                     |
| 90 | 18         | «The Name» «Имя»                                    | Алекс Хардкасл  | Рой Браун                    | 27 марта 2013    | 3X7468        | 6,90                |
| В дом Хэков приезжает сестра Фрэнки, чтобы помочь по дому на время подготовки к выпускному экзамену. Аксель знакомится с идеальным бывшим парнем своей девушки. Сью решает изменить имя. |            |                                                     |                 |                              |                  |               |                     |
| 91 | 19         | «The Bachelor» «Холостяк»                           | Ли Шаллат-Чемел | Тим Хоберт                   | 3 апреля 2013    | 3X7469        | 7,22                |
| Неожиданный финал шоу "Холостяк" выбивает Фрэнки из колеи. Аксель пытается помириться с девушкой. Сью случайно попадает в школьную команду по теннису. |            |                                                     |                 |                              |                  |               |                     |
| 92 | 20         | «Dollar Days» «Дни долларов»                        | Фил Трейлл      | Джана Хантер и Митч Хантер   | 10 апреля 2013   | 3X7470        | 7,55                |
| Фрэнки после окончания курсов не может найти работу, Блок становится бойскаутом, а отношения Сью и Деррена мешают их дружбе с Акселем. |            |                                                     |                 |                              |                  |               |                     |
| 93 | 21         | «From Orson with Love» «От Орсона с любовью»        | Ли Шаллат-Чемел | Робин Шорр                   | 1 мая 2013       | 3X7471        | 7,41                |
| Фрэнки просматривает страницу Сью на Facebook. Блок и Аксель снимают видео с кроликами и котятами. Майк вынужден проводить время с отцом Фрэнки. |            |                                                     |                 |                              |                  |               |                     |
| 94 | 22         | «Hallelujah Hoedown» «Аллилуйя, хоудаун»            | Блейк Т. Эванс  | Дэвид С. Розенталь           | 8 мая 2013       | 3X7472        | 6,80                |
| Фрэнки хочет получить хороший подарок на День Матери и говорит всем детям, чего хочет. Аксель идёт на выпускной бал. Сью не удаётся сдать экзамен по вождению в то время как у всех её друзей есть права. |            |                                                     |                 |                              |                  |               |                     |
| 95 | 23         | «The Ditch» «Под откос»                             | Ли Шаллат-Чемел | Рой Браун                    | 15 мая 2013      | 3X7473        | 6,76                |
| Сью впервые решается прогулять школу. Аксель и Майк едут вместе на рыбалку. Фрэнки притворяется доктором, чтобы пройти без очереди. |            |                                                     |                 |                              |                  |               |                     |
| 96 | 24         | «The Graduation» «Выпускной»                        | Эйлин Хейслер   | Тим Хоберт                   | 22 мая 2013      | 3X7474        | 7,70                |
| Сью снова пытается сдать на права, Блок выпускается из младшей школы и вспоминает, что 4 года назад его избрали школьным летописцем. Близится выпускной Акселя. |            |                                                     |                 |                              |                  |               |                     |